# Stanislas Pozar
Stanislas Pozar dit Michel Thomas,, né à Zagreb le 11 novembre 1937 et mort à Courbevoie le 31 mars 2014, est un peintre surtout connu pour sa production de Petits Poulbots. Il officiait Place du Tertre à Montmartre durant les années 1960.